# Весільний концерт
«Весільний концерт» — оповідання Стівена Кінга, вперше опубліковане в журналі «Ellery Queen's Mystery Magazine» у грудні 1980 року та передруковане у номері за червень 2004 року. Він був перероблений для колекції Кінга «Команда скелетів» 1985 року.

## Короткий зміст
Розповідь ведеться з точки зору лідера оркестру в 1927 році під час дії сухого закону. Історія зосереджується навколо ірландсько-американського дрібного рекетира Майка Сколлея, який наймає джазовий оркестр оповідача за 200 доларів, щоб той зіграв на весіллі в Чикаго його 350-фунтової сестри Морін та її 90-фунтового нареченого італо-американця Ріко Романо. Під час концерту на весілля приходить  чоловік і ображає Морін перед гостями. Пізніше він зізнається, що його шантажем змусив це зробити ворог Майка, мафіозі на прізвисько «Грек». Ріко хоче помститися за образу сестри, але на виході з залу його вбивають люди «Грека».
Через деякий час у барі, де зазвичайшрає оркестр, до лідера прийшла Морін. Вона була розчарована та пригнічена, відчуваючи свою провину у смерті свого брата та сповнена ненависті до себе через свою вагу і те, як інші люди її сприймають. Вона замовляє пісню і після цього йде. Оповідач більше ніколи її не бачив, але читав про неї у газетах. Тепер Морін Романо переймає рекет свого брата, і створює кримінальну імперію, яка, за іронією долі, значно затьмарює бізнес як її брата, так і «Грека», за яким вона незабаром полює та жахливо мститься. У 1933 році Морін помирає від серцевого нападу. Її чоловіка, який не мав таких видатних лідерських здібностей, наступного року відправляють до пенітенціарної установи штату Іллінойс. Оповідач із сумом розмірковує про жорстокі чутки про те, що на момент смерті її вага зросла до 500 фунтів.